# Chekhov (Oblast de Moscou)
Chekhov ou Čechov (em russo:  Че́хов) é uma cidade pertencente ao centro administrativo do distrito de Chekhovsky no Oblast de Moscou, Rússia. A população estimada no primeiro mês de 2019, de acordo com o censo russo, é de 71.932.

## História
Originalmente chamado Lopasnya (Лопа́сня ), depois do rio Lopasnya, foi concedido o status de cidade e recebeu seu nome atual em 1954 em homenagem ao escritor Anton Chekhov.

## Militares
Perto de Chekhov, está o posto de comando do Estado-Maior da Rússia em tempo de guerra, no subsolo.

## Ligações Externas
- Fotos de Chekhov